# Camponotus petrifactus
Camponotus petrifactus é uma espécie de inseto do gênero Camponotus, pertencente à família Formicidae.